# Gláucio (football)
Gláucio de Jesus Carvalho est un footballeur brésilien né le 11 novembre 1975. Il est milieu de terrain.